# Terry Gilliam
Terrence Vance Gilliam (Minneapolis, Minnesota, 1940. november 22. –) amerikai–brit filmrendező, forgatókönyvíró, színész és animációsfilm-készítő, a Monty Python-csoport tagja.

## Pályája
Családjával tizenegy éves korában Los Angelesbe költözött – addigi gyerekkorát ő maga Huckleberry Finnéhez és Tom Sawyeréhez hasonlította. Rajztehetsége, sőt a mozgóképpé összeálló rajzok iránti érzéke korán megmutatkozott. Érettségi után az Occidental College-ban kezdett fizikát tanulni, de végül a politológiát végezte el.
Az egyetemi lap számára készített néhány rajzát elküldte az ismert képregényrajzolónak, Harvey Kurtzmannak, aki felvette a New York-i Help! magazin stábjába. Egy itteni munkája kapcsán ismerkedett meg John Cleese-zel.
Néhány hónapig a Nemzeti Gárdánál szolgált, majd fél évig utazgatott Európában. Visszatérése után Los Angelesben helyezkedett el egy reklámügynökségnél.
1967-ben tanúja volt, amint a rendőrség szétvert egy Lyndon B. Johnson elnök elleni békés tüntetést. Ő maga nem vett részt a megmozduláson, csak arra járt, de a rendőrök őt is megverték. Mint mondja, ez volt az első alkalom, amikor „megtapasztalta a földi poklot”. Állásából kirúgták, de egyébként is felmondott volna, mivel el akarta hagyni az országot. Ez az élmény minden bizonnyal egyik fő forrása lett a hatalom és a bürokrácia ábrázolásának a filmjeiben.
A londoni Londoner magazin művészeti vezetője lett, de szűknek érezte a nyomtatott sajtó korlátait, ezért megkereste John Cleese-t, hogy szerezzen neki valami televíziós munkát. Cleese Humphrey Barclayhoz irányította, aki a We Have Ways of Making You Laugh című műsorban adott neki munkát.
A Monty Python-csoportba Eric Idle javaslatára került. A Flying Circus sorozatban szabad kezet kapott a szkeccseket összekötő animációk készítésében, és sokszor még kisebb szerepeket is eljátszott. Mindkettő mély víz volt a számára: „Ismertem az animációkészítés elméletét, olvastam erről egy-két könyvet, de csinálni még nem csináltam.” A kivágott figurákkal készített filmek nagy előnye volt a gyorsaság és az egyszerűség, valamint a kis költségvetés.
Ebben az időben ismerkedett meg későbbi feleségével, Maggie Westonnal, aki a stáb sminkese volt.
A Monty Python többi tagja szerint meglehetősen szerény szókincse volt. Graham Chapman egy interjúban elmesélte, hogy egyszer egy tenger fölött repülve Terry azt mondta: "Nézzétek egy csomó víz van alattunk." Cleese szerint, ami tetszett Terrynek, arra mindössze azt mondta: "Ja-ja, ez nagyon bejön nekem." Ami nem tetszett neki: "Ja, ez bassza a csőrömet."
A Monty Python-csoportban szerezte első rendezői tapasztalatait is. A Gyalog galoppban már Terry Jones társrendezője volt. Első önálló filmje a Jabberwocky (1977), Michael Palin főszereplésével. Az 1981-es Időbanditák (Time Bandits) sikere után belevághatott egy nagyobb lélegzetű vállalkozásba, a Brazil című különleges hangulatú szatírába, mely egyaránt merített Kafkából és George Orwellből, és saját, az államhatalommal kapcsolatos élményeiből is. A filmet finanszírozó Universal Pictures anyagi okokra hivatkozva sok mindent megváltoztatott a forgatás során Gilliam tiltakozása ellenére, így a végső változat nem felel meg mindenben az ő elképzeléseinek (a DVD-kiadás már tartalmazza a rendezői változatot is).
Az "Időbanditák", a Brazil és következő (nem túl sikeres) filmje, a Münchausen báró kalandjai (The Adventures of Baron Munchausen, 1988) egyfajta laza trilógiát alkot, lévén az emberi élet három korszakát, s az azokra jellemző kérdéseket mutatja be.
Első „hollywoodi” filmje a halászkirály legendája (The Fisher King, 1991) Jeff Bridgesszel, Robin Williamsszel, Amanda Plummerrel és az alakításáért Oscar-díjat kapó Mercedes Ruehllel. A Brazil miatt „nehézfejű”-nek és a Münchausen miatt „megalomániás”-nak elkönyvelt rendező ezzel vált igazán elfogadottá.
Ugyanakkor a következő – máig megvalósítatlan – filmtervével (The Defective Detective) ugyanazok a gondok adódtak, mint a Brazillal vagy a Münchausennel: a stúdió (jelen esetben a Paramount Pictures) nem hitte el, hogy a látványos film a Gilliam által kért alacsony összegből megvalósítható.
A következő, a "Halászkirály legendájá"-hoz hasonlóan sikeres filmje a 12 majom (Twelve Monkeys, 1995) Bruce Willisszel és Brad Pitt-tel. Ebben időutazással, az emberiséget ért világméretű járvány következményeivel, és a biológiai terrorizmus témájával foglalkozott, eredeti módon.
A Hunter S. Thompson írásából készült Félelem és reszketés Las Vegasban (Fear and Loathing in Las Vegas, 1998) rendezését a művészeti kérdések kapcsán kialakult nézeteltérések miatt távozó Alex Coxtól vette át, és több helyen átdolgozta a forgatókönyvet. A rá jellemző erős vizualitásnak köszönhetően talán ezt a drámát tarthatjuk Gilliam legmegdöbbentőbb erejű alkotásának. A főszerepet Johnny Depp és Benicio del Toro alakította.

## Kötetei magyarul
- Bob Godfrey–Anna Jackson: Csinálj magad animációs filmet!; közrem. Ron Geesin et al., ford. Hargitai Károly; Pannónia Filmstudió, Bp., 1981
- Az élet értelme. Monty Python. A film teljes szövegkönyve; nagyjátékfilm rend. Terry Jones, írta Graham Chapman et al., kísérőfilm rend. Terry Gilliam, ford. Galla Miklós, Bárány Ferenc; Cartaphilus, Bp., 2006
- Terry Gilliam–Ben Thompsonː Gilliamesque. Az én önös önéletrajzom; ford. Baló András Márton; Trubadúr, Bp., 2016

## Filmjei
- Storytime (1968) (animációs rövidfilm)
- The Miracle of Flight (1974) (animációs rövidfilm)
- Gyalog galopp (Monty Python and the Holy Grail, 1975) (társrendező Terry Jonesszal)
- Jabberwocky (1977)
- Időbanditák (Time Bandits, 1981)
- The Crimson Permanent Assurance (betét Az élet értelme című Monty Python-filmben, 1983)
- Brazil (Brazil, 1985)
- Münchausen báró kalandjai (The Adventures of Baron Munchausen, 1988)
- A halászkirály legendája (The Fisher King, 1991)
- 12 majom (Twelve Monkeys, 1995)
- Félelem és reszketés Las Vegasban (Fear and Loathing in Las Vegas, 1998)
- Grimm (The Brothers Grimm, 2005)
- Tideland (2005)
- Doctor Parnassus és a képzelet birodalma (2009) (The Imaginarium of Doctor Parnassus)
- The Zero Theorem (2013)
- Az ember, aki megölte Don Quijotét (2018)

Keith Fulton és Louis Pepe Lost in La Mancha (2002) címmel készített dokumentumfilmet Gilliam 25 éven át forgatott, annak 2018-ban való elkészítése előtt eltemetett filmjéről (The Man Who Killed Don Quixote), a támogatást kereső rendező sikertelen próbálkozásairól 1999–2000-ben. Az alkotás eredetileg a projekt eredeti változatához forgatott, "így készült" témájú filmként készült.
Gilliam kétszer is (1989-ben és 1996-ban) filmre szerette volna vinni Alan Moore és Dave Gibbons Watchmen című terjedelmes képregényét.
2002-ben Gilliam rendezte a Nike cég futball-világbajnokságra készült reklámjait (The Secret Tournament), melyekben a világ legismertebb játékosai küzdöttek egymással, három-három ellen egy tanker gyomrában. A hirdetések alatt Elvis Presley A Little Less Conversation című számának Junkie XL által készített remixe hallható.

## Érdekességek
- A 9619 Terrygilliam nevű aszteroida róla lett elnevezve.